# James Bramston
James Yorke Bramston (né le 15 mars 1763 à Oundle dans le Northamptonshire et mort le 11 juillet 1836 à Southampton) est un prélat anglais qui fut vicaire apostolique du district de Londres de 1827 à sa  mort.

## Biographie
James Bramston, fils d'un avocat, est éduqué à la Oundle School et au Lincoln's Inn, où, pendant quatre ans, il est sous la férule du catholique Charles Butler. Après sa conversion au catholicisme de ses ancêtres en 1790, il étudie la théologie au collège anglais de Lisbonne. Il est ordonné prêtre en 1796 et retourne en Angleterre en 1801. Ensuite il sert comme missionnaire dans le vicariat apostolique du district des Midlands, puis à celui de Londres dont il devient vicaire général en 1812. Entre-temps, il est curé de St. George in the Fields (Southwark), une des paroisses catholiques les plus pauvres du district. Il y demeure jusqu'en 1823. En 1815, il se rend à Rome avec Mgr Poynter.

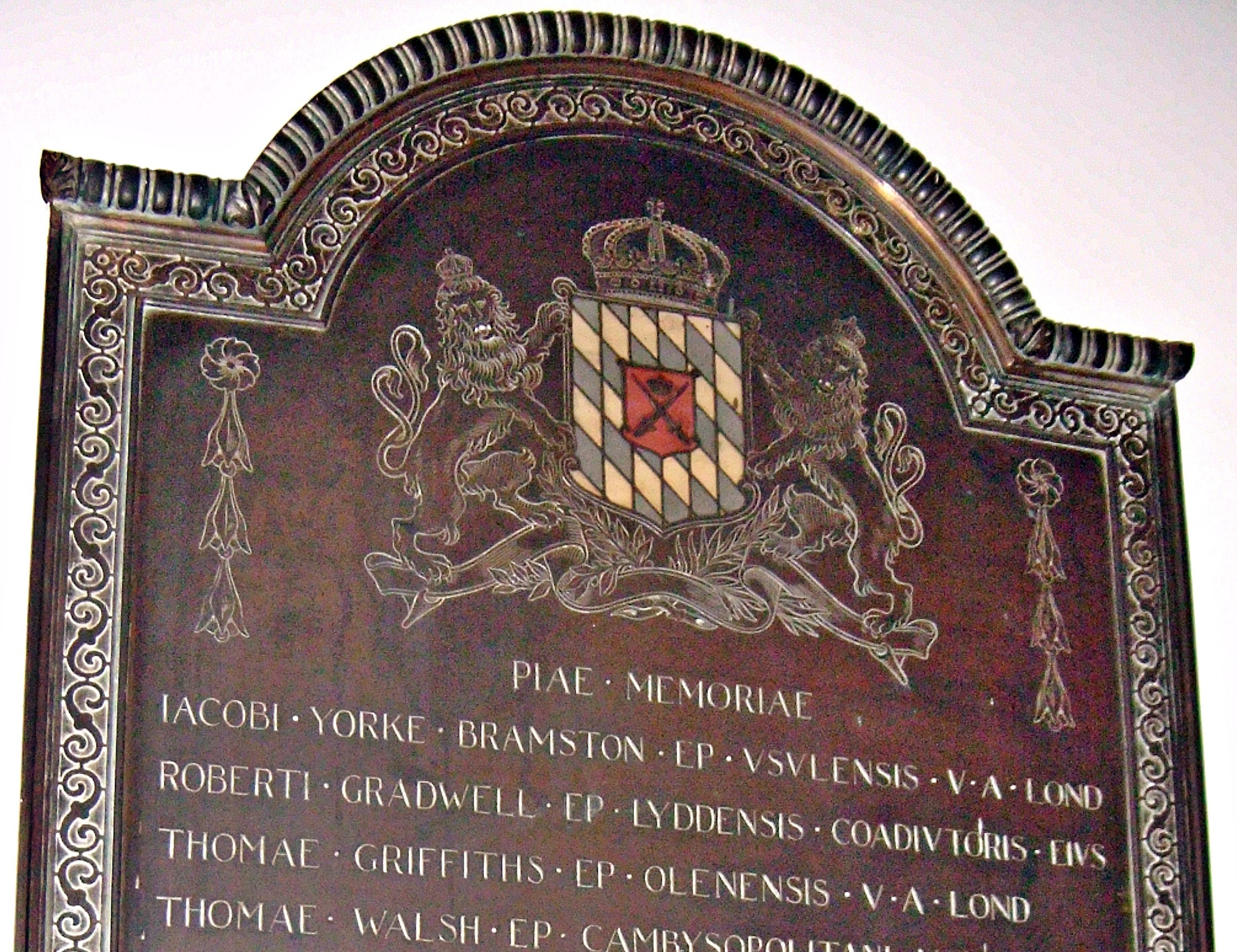
Plaque en mémoire de Mgr Bramston, avec son blason, dans l'église de Warwick Street.

Le 4 février 1823, James Bramston est nommé coadjuteur du vicaire apostolique du district de Londres et évêque titulaire (in partibus) d'Usula (de) par Pie VII. Il est consacré le 29 juin suivant des mains de Mgr William Poynter, assisté de Mgr Peter Collingridge O.F.M. et de Mgr Peter Augustine Baines O.S.B.. Il succède à Mgr Poynter, après la mort de ce dernier, le 26 novembre 1827. Mais dès 1828, étant de santé fragile, un coadjuteur lui est nommé en la personne de Robert Gradwell. À partir de 1830, Mgr Bramston demeure à Londres dans une maison de Golden Square au numéro 36. Il se sert de l'église de Warwick Street (consacrée à Notre-Dame de l'Assomption et à saint Grégoire) comme siège épiscopal (il n'y avait pas encore de cathédrale catholique à Londres). Cette église située près de son domicile servait de chapelle à la mission diplomatique du royaume de Bavière. Pendant la grande épidémie de choléra de 1831, il ordonne des prières dans les églises du district et des secours pour les victimes. En 1835, le district de Londres comptait 16 églises catholiques, 35 prêtres, pour 150 000 catholiques.
Mgr Bramston s'éteint à l'âge de 73 ans. Ses funérailles sont célébrées à l'église St. Mary's de Moorfields, où il est enterré; son cœur, cependant, est enterré au St Edmond's College de Ware. Lorsque l'église de Moorfields est abattue en 1899, sa dépouille est transférée au St Edmond's College.